# Karamicrosiphum humuliosum
Karamicrosiphum humuliosum är en insektsart som beskrevs av Zhang, G.-x. och Ge-Xia Qiao 1998. Karamicrosiphum humuliosum ingår i släktet Karamicrosiphum och familjen långrörsbladlöss. Inga underarter finns listade i Catalogue of Life.